# Maresquel-Ecquemicourt
Maresquel-Ecquemicourt település Franciaországban, Pas-de-Calais megyében. Lakosainak száma 1054 fő (2022. január 1.). Maresquel-Ecquemicourt Contes, Aubin-Saint-Vaast, Beaurainville, Campagne-lès-Hesdin és Gouy-Saint-André községekkel határos.

## Népesség
A település népességének változása:
| Lakosok száma | 942  | 971  | 979  | 986  | 1008 | 1030 | 1038 | 1048 | 1054 |
|               | 2013 | 2015 | 2016 | 2017 | 2018 | 2019 | 2020 | 2021 | 2022 |